# NGC 1873
NGC 1873 (другое обозначение — ESO 85-SC54) — звёздная ассоциация с эмиссионной туманностью в созвездии Золотой Рыбы, расположенная в Большом Магеллановом Облаке.
Этот объект входит в число перечисленных в оригинальной редакции «Нового общего каталога».
Вместе NGC 1873, NGC 1871 и NGC 1869 составляют тройную звёздную ассоциацию, в центре которой находится NGC 1869. Все три объекта погружены в область ионизированного водорода (эмиссионную туманность HII), имеющую обозначение N30, в центре которой также находится NGC 1869.
В NGC 1873 наблюдается много ярких голубых сверхгигантов, среди которых наибольшую светимость имеют HDE 269189 (болометрическая абсолютная звёздная величина −8,0m, спектральный класс B6, масса 19 M⊙), LMC 1-15 (−7,7m, 17 M⊙) и LMC 1-23 (−7,7m, 16 M⊙). Возраст этих трёх сверхгигантов оценивается в 8,5 млн лет.